# ادل‌کافن
ادل‌کافن (به آلمانی: Adlkofen) یک شهر در آلمان است که در بایرن واقع شده‌است.

## خصوصیات
ادل‌کافن ۴۷٫۸۲ کیلومترمربع مساحت دارد ۴۹۹ متر بالاتر از سطح دریا واقع شده‌است.